# Oliveto Lario
Oliveto Lario – miejscowość i gmina we Włoszech, w regionie Lombardia, w prowincji Lecco.
Według danych na rok 2004 gminę zamieszkiwało 1111 osób, 69,4 os./km².